# Pelàgia d'Antioquia
|  | Per a altres significats, vegeu «Pelàgia de Tars». |

Pelàgia d'Antioquia (Antioquia, ca. 288 - 304) fou una jove cristiana, morta màrtir. Al voltant seu es va crear una llegenda basada en la vida d'altres personatges. És venerada com a santa per diverses esglésies cristianes.

## Biografia
Jove de quinze anys, va preferir morir llençant-se des de dalt d'una casa a ésser deshonrada pels soldats durant la persecució de Dioclecià. És esmentada per Ambròs de Milà (De virg. iii. 7, 33; Ep. xxxvii. ad Simplic.) i Joan Crisòstom li dedicà dos sermons.

## Llegenda de Pelàgia la cortesana
Segons la llegenda, Pelàgia, també anomenada Margarito, era una cortesana i ballarina, famosa entre els joves d'Antioquia. La seva vida dissoluta va acabar quan es convertí al cristianisme per la influència de Sant Nonnus, a qui sentí quan predicava al davant de l'església. Nonnus la confessà i batejà, i Pelàgia va repartir la seva fortuna entre els pobre i es va retirar a una cova a fer penitència, al Mont de les Oliveres. Per prudència, va amagar la seva condició de dona i va prendre el nom de Pelagi. Hi va morir tres anys després, fent vida eremítica, i només llavors es va saber que era una dona.

## Historicitat
Sembla que la llegenda combina el nom de la Pelàgia real amb trets extrets d'una altra història, similar a la de Taís d'Alexandria. La figura de Pelàgia s'associa amb la de Marina el Monjo o Margarida d'Antioquia, ja sigui pel nom (Pelàgia vol dir Marina, del mar). Autors com Hermann Usener pensen que és una translació cristiana de la deessa Afrodita.
Malgrat la historicitat de la màrtir Pelàgia d'Antioquia, la llegenda posterior crea una personalitat totalment llegendària.
A les esglésies de l'ortodòxia es confon amb Marina d'Antioquia (de fet, "Pelàgia", en grec, vol dir "del mar", com "Marina", i això explica que sigui la mateixa persona amb dues variants d'un mateix nom). A Occident, en canvi, es va considerar que els dos noms corresponien a dues persones diferents: avui, la llegenda de les dues santes és similar, però tenen cultes separats.